# 葛西潤
葛西 潤（かさい じゅん、2000年10月24日 - ）は、日本の陸上競技選手。専門種目は長距離走。愛知県名古屋市出身。中学は名古屋市立東港中学校、高校は関西創価高等学校、大学は創価大学を卒業。旭化成陸上部所属。2024年パリオリンピック10000m日本代表。また、2025年ニューイヤー駅伝の優勝メンバー。

## 経歴

### 中学・高校時代
中学3年時の2016年には、第21回全国男子駅伝に愛知県チームとして出場し6区区間7位。愛知県チームは15年ぶり2回目の優勝を飾った。
高校3年時の2018年12月には、男子第69回全国高校駅伝に出場し1区区間7位。翌2019年2月には第34回U20日本選手権クロスカントリーに出場。4キロ付近で先頭に出ると、そのまま最後まで走り抜け、クロスカントリー初挑戦ながら優勝した。3月にデンマークで行われた第43回世界クロスカントリー選手権ではU20男子の部で33位。

### 大学時代
大学1年次
箱根駅伝予選会で個人56位となり、チームは総合5位で3年ぶりの本戦出場を果たす。第96回箱根駅伝では6区を走るも区間16位にとどまった。しかし、10区の嶋津雄大の力走などもあり、チームは総合9位で初シードを獲得した。
大学2年次
初出場となる筈だった出雲駅伝は中止となり、全日本大学駅伝も書類選考で落選したため、三大駅伝は今季も箱根駅伝のみの出場となったが、3区を走り区間3位の走りを見せ、チームの往路初優勝・過去最高の総合2位に貢献した。
大学3年次
怪我に苦しみ、チームとして初出場の出雲駅伝は欠場。箱根駅伝では1区を走ったが、区間15位に沈んだ。なお、チームは総合7位で3年連続のシード権を獲得。
大学4年次
自身初出場となった出雲駅伝では2区区間5位。チーム初出場となった全日本大学駅伝は、2区で区間賞・区間新記録の走りでチームをトップに押し上げた。箱根駅伝では3週間前に脛の疲労骨折が判明し、その後十分な練習が出来なかったが、7区区間賞の走りをみせ、チームの4年連続シードに貢献した。

### 実業団時代
2023年4月に旭化成に入社。2024年1月の第68回ニューイヤー駅伝で5区区間2位と好走。同月の第29回全国男子駅伝には大阪府チームとして3区に出場し、上位の選手が見える位置で襷を受け取ると7人抜きの快走を見せ、23分22秒の区間新記録で区間賞を獲得。19年ぶりに区間記録を4秒更新した。5月に行われた第108回日本選手権の男子10000mでは、日本歴代4位の記録となる27分17秒46で優勝。7月8日、他国の出場枠内の選手が辞退したことによる出場枠の再配分の結果、パリオリンピックへの出場が内定した。
2024年パリオリンピックの陸上競技男子10000メートル決勝では27分53秒18のタイムで20位だった。

## 戦績・記録
| 年   | 大会                                | 種目（区間） | 順位    | 記録       | 備考                  |
| ---- | ----------------------------------- | ------------ | ------- | ---------- | --------------------- |
| 2016 | 第21回全国男子駅伝                  | 6区 3.0km    | 区間7位 | 8分58秒    | 愛知県優勝            |
| 2018 | 第69回全国高校駅伝                  | 1区 10.0km   | 区間7位 | 29分42秒   | 関西創価高校35位      |
| 2019 | 第34回U20日本選手権クロスカントリー | 男子8km      | 優勝    | 23分48秒   | [ 13 ]                |
| 2019 | 第43回世界クロスカントリー選手権    | U20男子 8km  | 33位    | 26分29秒   | [ 4 ]                 |
| 2022 | 第105回日本選手権クロスカントリー   | 10km         | 2位     | 28分51秒   | [ 14 ]                |
| 2022 | 日本学生個人選手権                  | 10000m       | 優勝    | 28分30秒65 | [ 15 ]                |
| 2024 | 第68回ニューイヤー駅伝              | 5区 15.8km   | 区間2位 | 47分04秒   | 旭化成3位             |
| 2024 | 第29回全国男子駅伝                  | 3区 8.5km    | 区間賞  | 23分22秒   | 大阪府10位 区間新記録 |
| 2024 | 第108回日本選手権                   | 10000m       | 優勝    | 27分17秒46 | [ 18 ]                |
| 2024 | パリオリンピック                    | 10000m       | 20位    | 27分53秒18 | [ 19 ]                |
| 2025 | 第69回ニューイヤー駅伝              | 3区 15.3km   | 区間2位 | 43分00秒   | 旭化成優勝            |

### 大学三大駅伝戦績
| 学年               | 出雲駅伝                    | 全日本大学駅伝                        | 箱根駅伝                          |
| ------------------ | --------------------------- | ------------------------------------- | --------------------------------- |
| 1年生 （2019年度） | 第31回 不出場               | 第51回 不出場                         | 第96回 6区-区間16位 1時間00分25秒 |
| 2年生 （2020年度） | 第32回 （開催中止）         | 第52回 不出場                         | 第97回 3区-区間3位 1時間02分41秒  |
| 3年生 （2021年度） | 第33回 ー - ー 出走なし     | 第53回 不出場                         | 第98回 1区-区間15位 1時間02分21秒 |
| 4年生 （2022年度） | 第34回 2区-区間5位 15分45秒 | 第54回 2区-区間賞 31分12秒 区間新記録 | 第99回 7区-区間賞 1時間02分43秒   |

## 自己ベスト
- 5000m - 13分54秒76
- 10000m - 27分17秒46
- ハーフマラソン - 1時間05分03秒